# Buscarini a další proti San Marinu
Buscarini a další proti San Marinu je právní případ, který řešil Evropský soud pro lidská práva na základě stížností pánů Cristofora Buscarini, Emilia Della Balda a Daria Manzaroli, státních občanů San Marina, a vlády San Marina. Předmětem sporu bylo, zda stát San Marino porušil právo na náboženskou svobodu stěžovatelů zaručenou článkem 9 Úmluvy o ochraně lidských práv a základních svobod (dále také jen Úmluva). Stát San Marino je totiž pro zastávání politických funkcí donutil složit přísahu s náboženským obsahem proti jejich vůli pod pohrůžkou neudělení pozice při nesložení přísahy.

## Skutkové okolnosti
Uchazeči (budoucí stěžovatelé) byli zvoleni do parlamentu v San Marinu (tzv. Velká generální rada) ve volbách, které se uskutečnily 30. května 1993. Krátce poté si požádali o povolení složit přísahu, která byla požadována článkem 55 volebního zákona, ovšem bez odkazu na jakýkoliv náboženský text. Volební zákon totiž odkazoval na usnesení ze dne 27. června 1909, které stanovilo přísahu, která začínala následovně: Já, …, přísahám na svatá evangelia, že budu věrný a poslušný ústavě republiky... Jako podporu své žádosti uchazeči předkládali článek 4 Deklarace práv z roku 1974, který zaručuje právo na svobodu vyznání, stejně tak jako článek 9 Úmluvy. Během zasedání Velké generální rady dne 18. června 1993 složili uchazeči zmíněnou přísahu dle znění, které bylo uvedeno v usnesení z roku 1909 s výjimkou evangelií, která vynechali. Ve stejný moment uchazeči upozornili na závazky přijaté Republikou San Marino, když se stala signatářem Evropské úmluvy o lidských právech. Dne 12. června 1993 vyjádřil sekretariát Velké generální rady názor, že tato forma přísahy je neplatná a přednesl tuto záležitost Velké generální radě, která během zasedání 23. července 1993 přijala usnesení navržené hlavními regenty, tedy že museli uchazeči opětovně složit přísahu, tentokrát však včetně evangelií, a to pod pohrůžkou ztráty svých míst v radě. Uchazeči tedy vyhověli a složili kompletní přísahu, ačkoli tvrdili, že tím došlo k omezení jejich svobody náboženství a svědomí. Následně však na základě zákona č. 115 ze dne 29. října 1993 došlo ke změně a nově zvolení uchazeči si mohli vybrat, zdali budou skládat tradiční přísahu nebo upravenou, která místo evangelií obsahovala frázi na mou čest. Toto se však netýkalo vysoce postavených pozic, jako například regentů, ti museli skládat pouze přísahu tradiční.

## Posouzení věci Evropským soudem pro lidská práva

### Předběžné námitky vlády
Vláda Republiky San Marino vznesla tři námitky nepřípustnosti stížnosti:
1. Zdali stížnost nepředstavovala zneužití procesu: Vláda tvrdila, že stěžovatelé podali stížnost z politických důvodů. Jako podporu tohoto tvrzení citovala vláda oficiální záznam zasedání rady ze dne 26. a 27. června 1993 a několik článků, které se objevily v tisku po události. Stejně jako Komise, i Soud poznamenal, že dokumenty přiložené ve složce případu značí, že po složení přísahy tradiční formou stěžovatelé Buscarini a Della Balda pouze oznámili jejich záměr o uvědomění štrasburského soudu o této záležitosti, což se nedalo považovat za zneužití práva na individuální stížnost, a proto tato námitka není důvodná.[3]
2. Zdali nedošlo k pozdnímu podání stížnosti: Vláda dále tvdila, že stížnost byla zaslána Komisi po vypršení lhůty stanovené článkem 26 (nyní článek 35  odst. 1) Úmluvy, která činí 6 měsíců po konečném rozhodnutí. Také argumentovali, že jelikož pan Buscarini nemá vůbec plnou moc jednat za pana Della Balda, jednání jeho jménem během zasedání komise nemůže být považováno za platné. Komise odmítla námitku s tím, že je toho názoru, že stěžovatelé lhůtu 6 měsíců stanovenou Úmluvou pro podání stížnosti nezmeškali. Soud totiž upozornil na skutečnost, že šestiměsíční lhůta byla přerušena prvním dopisem souhrnně stanovujícím předmět stížnosti, i když po zaslání dopisu následovalo dlouhé prodlení před dokončením žádosti. Důležité je, že byl stěžovatel jasně identifikovatelný, než lhůta vypršela, a mohl předložit své stížnosti. Dále také není nezbytně nutné, aby byl stěžovatel v této fázi řízení zastoupen. V tomto případě uvedl první stěžovatel v dopise zaslaném Komisi dne 17. listopadu 1993, který obsahoval předmět stížnosti, také to, že jedná jak za sebe, tak i za dva další zmíněné stěžovatele. Komise obdržela dvě žádosti, každou podepsanou jedním stěžovatelem, třetí stěžovatel se pak přidal až později. Stížnost byla tím pádem podána jménem všech tří uvedených osob ve lhůtě uvedené článkem 35 Úmluvy a k jejímu úplnému dokončení došlo později. Proto musela být tato námitka také zamítnuta.[4]
3. Zda byly vyčerpány vnitrostátní nápravné prostředky: Vláda také tvrdila, že požadavek složit tradiční přísahu i s odkazem na evangelia, je politický akt. Hájila se, že účastníci mohli vznést civilní žalobu za účelem nahrazení způsobené újmy předtím, než se obrátili na Komisi. Podle vlády by takovýto způsob nápravy způsobené škody mohl být stejně tak efektivní a přijatelný jako řízení před Komisí. Dle Soudu však civilní soudy by měly pravomoc zabývat se žalob týkajících se žádostí o občanství a o stavební povolení; nemají však v žádném případě pravomoc přezkoumávat a rušit politická rozhodnutí Velké generální rady. Tudíž soud uzavřel, že vláda neprokázala účinnost zmíněného opravného prostředku. Tím pádem musela být i tato námitka zamítnuta.[5]

### Soulad s článkem 9 Úmluvy o ochraně lidských práv a základních svobod
Pánové Buscarini a Della Balda uvedli, že povinnost složit předmětnou přísahu svědčila o tom, že výkon základních politických práv (jako je právo být volen do parlamentu) bylo podmíněno vyznáváním určité víry. Vláda tvrdila, že zmiňovaná přísaha není náboženská, ale že má spíše historický a sociální význam založený na tradici. Soud však znovu zdůraznil, že jak je zmíněno ve článku 9 Úmluvy, svoboda myšlení, svědomí a náboženství jsou základní principy demokracie. V tomto případě, kdy uchazeči museli složit onu přísahu včetně evangelií, došlo zcela jistě k omezení náboženské svobody ve smyslu článku 9 Úmluvy, jelikož museli přísahat věrnost určitému náboženství z nutnosti, pokud chtěli získat ona místa v parlamentu. Takovéto ovlivňování bude v rozporu s článkem 9 za každé situace, pokud to nebude přímo předepsané zákonem a nebude to nezbytné pro naplnění legitimních cílů stanovených odstavcem 2 čl. 9. Komise uvedla ve své zprávě, že skládání přísahy tímto způsobem je zakotveno v zákoně, tedy že tento bod je nesporný. Co se týče legitimního cíle, vláda uvedla, že složení této přísahy zvolenými reprezentanty je závazek k dodržování a hájení hodnot Republiky San Marino. Tvrdila, že je to nezbytný důkaz potvrzení tradičních hodnot, jestliže chce uchazeč udržovat veřejný pořádek. Podle stěžovatelů požadavek, aby složili zmíněnou přísahu pod záměrným nátlakem, bylo nasměrované přímo na jejich svobodu svědomí a vyznání. Soud nepokládal v tomto případě za nezbytné rozhodnout, zdali cíle, ke kterým se vláda odvolává, byly legitimní v rámci znění odstavce 2 článku 9 Úmluvy, protože konstatované omezení bylo neslučitelné s tímto ustanovením v jiných ohledech.
Evropský soud pro lidská práva poznamenal, že se vláda Republiky San Marino snažila prokázat, že na území jejich městského státu se respektuje svoboda náboženství. Není pochyb, obecně vzato, že zákony San Marina zaručují svobodu svědomí a náboženství. V tomto případě se však, když byla požadována po uchazečích ona přísaha v původním znění včetně náboženských částí, jednalo o stejnou situaci, jako požadovat po dvou zvolených zástupcích lidu, aby přísahali věrnost určitému náboženství. Šlo tedy o požadavek, který byl v rozporu se záměrem, aby v parlamentu byly zastoupeny různé skupiny či pohledy. Ve světle výše uvedeného došel Evropský soud pro lidská práva k závěru, že omezení stěžovatelů nebylo nezbytné v demokratické společnosti, a že proto představovalo porušení článku 9 Úmluvy o ochraně lidských práv a základních svobod.